# 郭洋春
郭洋春（カク・ヤンチュン、朝鮮語: 곽양춘 、1959年7月21日- ) は、日本の経済学者、立教大学教授。在日韓国人二世。第21代立教大学総長。

## 略歴
東京都生まれ。1983年法政大学経済学部卒、1988年立教大学大学院経済学研究科経済学専攻博士課程単位取得退学、立教大学経済学部助手、1991年専任講師、1994年助教授、2001年教授となり、2009年-2011年経済学部長兼研究科委員長、2011年-2013年教務部長、2013年-2015年経済学部長兼研究科委員長、2018年4月より総長（任期は2022年3月まで）。同大学で外国籍の総長は初代のチャールズ・ライフスナイダー（en:Charles S. Reifsnider）に続く2人目で、戦後初。2020年5月15日、教員のハラスメントを巡る報告を受けながら不適切な対応を取ったとして、任期途中の2021年3月31日で退任することが決まった旨発表された。

## 家族
郭洋春は郭東儀（カク・トンイ）元在日韓国民主統一連合議長の長男である。

## 著書
- 『アジア経済論』中央経済社 1998
- 『韓国経済の実相 IMF支配と新世界経済秩序』柘植書房新社 1999
- 『開発経済学 平和のための経済学』法律文化社 2010
- 『現代アジア経済論』法律文化社 2011
- 『TPPすぐそこに迫る亡国の罠』三交社 2013
- 『国家戦略特区の正体　外資に売られる日本』集英社新書 2016

### 共編著
- 『6つの戦略から学ぶ中国進出企業のためのビジネスモデル 進出形態、人材マネジメント、現地R&D、生産管理、販売チャネル、ブランド戦略』監修,郭ゼミナール著 唯学書房 2004
- 『脱「開発」へのサブシステンス論』戸崎純,横山正樹共編 法律文化社 (環境を平和学する! 2004
- 『東亜区域経済合作的現状与課題』（中国語）天津人民出版社、2004
- 『環境平和学 サブシステンスの危機にどう立ち向かうか』戸崎純, 横山正樹共編 法律文化社 2005
- 『なぜニッポン人は美しい風習を捨てるのか 親日家8人からの熱きメッセージ』明拓出版編集部編,ピーター・フランクル,ダリオ・ポニッスィ,孔健,アマドゥ・トゥンカラ,紀井奈栗守,ビル・トッテン,キム・ヨンジャ共著 明拓出版 2006
- 『아시아 자유무역론』（韓国語）한울 아카데미社、2006年
- 『移動するアジア 経済・開発・文化・ジェンダー』佐久間孝正,林倬史共編著 明石書店 (平和・コミュニティ叢書 3)　2007
- 『グローバリゼーションと東アジア資本主義』關智一, 立教大学経済学部共編 日本経済評論社 2012
- 『開発リスクの政治経済学』編著 文眞堂 2013
- 『東アジア連帯の道を開く』花伝社 2017
- 『TPP・FTAと公共政策の変質』自治体研究社 2017

### 翻訳
- ミシェル・チョスドフスキー『貧困の世界化 IMFと世界銀行による構造調整の衝撃』柘植書房新社 1999

## 論文
- 郭洋春